# Mordellistena grisea
Mordellistena grisea es una especie de coleóptero de la familia Mordellidae.

## Distribución geográfica
Habita en la Europa mediterránea continental (España y Francia).